# Five Nights at Freddy's
Five Nights at Freddy's (pogosto skrajšano FNaF) je medijska franšiza, ki jo je ustvaril, zasnoval, razvil in objavil Scott Cawthon.
Serija se dogaja na različnih izmišljenih lokacijah, kot so Freddy Fazbear's Pizza (FNaF 1 in FNaF 2), Fazbear's Fright (FNaF 3) in Circus Baby's Pizza World (FNaF: Sister Location), Freddy Fazbear's Pizza Place (FNaF 6) Freddy Fazbear's Mega Pizzaplex (FNaF: Security Breach). V prvih treh igrah je igralec postavljen v vlogo nočnega varnostnika, ki mora izkoristiti čim več varnostnih pripomočkov (predvsem preverjanje varnostne kamere) tako, da preživi svojo izmeno od 12:00 zvečer do 6:00 zjutraj. FNaF 4 se od prvih treh iger najbolj razlikuje v tem, da igralec nima več varnostnih kamer. Prav tako igralec ni več varnostnik, temveč majhen otrok, ki se mora braniti pred različicami robotov, kakršne bi imel v nočni mori. V FNaF 4 se igralec prvič lahko premika po sobi. Igralec mora še zmeraj preživeti od 12:00 zvečer do 6:00 zjutraj. FNaF: Sister Location v njem je igralec tehnik, ki se premika med prostori in opravlja razna dela, kakor mu naroči računalniški glas, ki ga vodi. Tu čas ni več omejen in igralec mora dokončati vse naloge ali pa umreti. FNaF 6 (Pizzeria simulator) v njej si lastnik restavracije in skrbiš za notranjost picerije. Po končanem urejanju se picerija odpre. Med tem si ti v svoji (pisarni) in rešuješ "task" preko računalnika. kot pri prejšnji igri (FNaF:SL) je čas nepomemben. 1. noč je brez animatronikov, ko rešiš vse "task" ni še končana noč imaš možnost da rešiš animatronika ali pa da ga vržeš nazaj na ulico. Če se odločiš za rešit ga in če ga uspešno rešiš dobiš denar, ampak stem spustiš animatronika v picerijo in naslednjo noč boš imel z njim probleme. To upliva na konec igre (tudi druga dejanja  in odločitve vplivajo na konec). Zadnjo noč če si rešil vse animatronike dobiš "complition ending". Ta konec je še danes najboljši konec v celi franšizi. UCN(Ultimative custom night)" je pekel nareden po meri za glavnega zlikovca te franšize William Aftona. V "complition ending" (FNaF6) vidimo kako vsi animatroniki zgorijo skupaj z igralcem in Henryem (je bil prijetelj Williama Aftona), ki svojemu staremu prijatelju (William Afton) izreče: "Although, for one of you, the darkest pit of hell has opened to swallow you whole, so don't keepdevil waiting, old friend". Ta čas na računalniku vidi slika Scraptrapa. zaradi tega konca noben ni pričakoval nadaljevanja: (FNaF: Security Breach). Igramo kot Afton. Preden vstopimo v noč lahko izberemo id vseh 50 animatronikov "AI" level. V tej igri je pomemben čas isto kot v prvih treh igrah.
Ker je igrica tako popularna je avtor napisal tudi knjigo Five Nights at Freddy's: The Silver Eyes, ki je izšla 17.12. 2015, grafična izdaja je izšla 26. 12. 2019. Pričakuje se nadaljevanje: Five Nights at Freddy's: The Twisted Ones, ki je izšla 27. 6. 2017, grafična izdaja je izšla 2. 2. 2021. Še enkrat se nadaljuje v Five Nights at Freddy's: The Fourth Closet, a tokrat kot finale Romanove Trilogije, grafična izdaja je izšla 28. 12. 2021. Prav tako se ustvarja vodnik, ki temelji na seriji: The Freddy Files ki je izšla 29. 8. 2017. Snemalni Studio Blumhouse Productions in Striker Entertainment sta bili pripravljeni snemati Five Nights at Freddy's s pomočjo Scotta Cawthona (ustvarjalca franšize) in Emma Tammi (direktorica), film je supernaravna grozljika ki temelji na naslov video igrice enakega imena. Snemanje se je začelo 1. 2. 2023, končalo se je 3. 4. 2023 ki je izšla 27. 10. 2023.

### Elementi igre

#### Varnostne kamere
Varnostne kamere so verjetno najpomembnejši elemnt v igri. Z njimi lahko igralec določi položaj robotov ter si tako olajša igro. Naenkrat se lahko gleda le na eno kamero. V vsaki igri je dodanih nekaj popestritev kamer (npr. v FNaF 1 se zaslona na Cam 6 ne vidi, vendar se lahko sliši zvok, v FNaF 3 je dodan sistem jaškov...).

#### Luči
Z lučmi igralec lahko preveri, ali je kdo od robotov v njegovi bližini (na hodniku, pred vrati, v jašku...), da še pravočasno ukrepa. V FNaF 2 mora tekmovalec posvetiti na kamero, če hoče videti razne podrobnosti na njej.

#### Jumpscares
Jumpscares (sl. strašni skok) je element igre, kjer se ta konča. Jumpscare se zgodi, ko eden od se eden od robotov nepričakovano prikaže na zaslonu in izpusti zvok, ki je v vsaki igri drugačen. Vsak robot ima svoj jumscare in niti dva robota nimata enakega. Ko se zgodi jumpscare, se igralec navadno ustraši in igra se konča.

#### Telefonski klici
Telefonski klici se zgodijo ob začetku vsake nove noči. Klici igralca v prvih nočeh naučijo, kako se igra, kasneje pa so vse krajši in vse manj povedo. Te telefonske klice naj bi pošiljal prejšnji nočni varnostnik . V FNaF: Sister Location je nadomestilo za telefonski klic računalniški glas, ki igralca vodi skozi igro.

#### Vrata
Vrata so element, ki robotom preprečuje vstop v sobo. Ko igralec posveti z lučjo in v bližini zagleda robota, zapre vrata in robot bo čez čas odšel stran. V FNaF 2 so vrata zamenjali z masko Freddyja Fazbeara. Ta maska zavede večino robotov, da je igralec eden izmed njih in zato oddidejo stran.

## Ljudi v igri pravzaprav igra igralec. Z raznimi pripomočki se ti ljudje branijo pred roboti, ki jih poskušajo ubiti. V prvem delu je varnostniku ime Mike Schmidt. V drugem delu je osebi ime Jeremy Fitzgerald, vendar se v sedmi noči preimenuje v Fritza Smitha. V tretji igri imena varnostnika ne poznamo. V četrti igri igralec igra majhnega fantka, čigar imena ne poznamo. V petem delu računalnik poimenuje tehnika Eggs Benedict, vendar mu je v resnici ime Michael Afton. V šesti igri (Freddy Fazbears Pizzeria Simulator oz. FNaF 6) se Michael Afton vrne in opravlja svoje zadolžitve 24 ur na teden. V sedmi igri (Ultimate Custom Night) igralec odigra svojo noč kot William Afton, ki se sooča s svojimi strahovi ki jih je ustvarjal prejšnjih let in zdaj mora biti kaznovan tako da ga robot prestraši in ga nato ubije. V osmi igri (FNaF VR) igraš v Virtualni igri kot Beta Preizkuševalka Vannessa ki je za zdaj pod nadzorom Glitchtrapa (virus Williama Aftona). V deveti igri (FNaF: Security Breach) igralec igra majhnega fantka, ki mu je ime Gregory.
V igri je še ena pomembna oseba, Purple Guy, ki je v resnici William Afton, solastnik restavracije in ustvarjalec robotov, ki naj bi ubil najmanj pet otrok. V minigamih se ga zelo pogosto opazi. Prav tako velja prepričanje, da je Purple Guy tudi t.i. Phone Guy, človek ki ti pošilja telefonske klice, saj ima v enem od minigamov na sebi značko nočnega varnostnika, v roki pa telefon.

#### Roboti
V prvi igri nastopili 5 robotov, v drugi igri je bilo 5 novih robotov in lutka (lutkino ime je Marionette), v tretji igri nastopi resničen robotski zombi (Springtrap).

##### Freddy

###### Freddy Fazbear
Freddy Fazbear (skrajšano Freddy) je glavni izmed robotov. Je rjav medved s črnim cilindrom na glavi in mikrofonom v roki.Po njem se imenuje restavracija in družba, ki jo ima v lasti. 
Po delih se njegove različice imenujejo: 
FNaF 1:
- Freddy
FNaF 2:
- Withered Freddy (Old)
- Toy Freddy
FNaF 3:
- Fantom Freddy
FNaF 4:
- Nightmare Freddy
FNaF: Sister Location:
- Funtime Freddy
FNaF 6: Pizzeria Simulator:
- Molten Freddy
- Rockstar Freddy
FNaF: Security Breach:
- Glamrock Freddy
- Blob

###### Golden Freddy
Golden Freddy je duh robota Golden Freddyja, ker ne vsebuje t.i. Endoskeletona. Ko izvede svoj Jumpscare, se igra sesuje.    
Po delih se njegove različice imenujejo:    
FNaF 1:    
- Golden Freddy    
FNaF 2:    
- Withered Golden Freddy (Old)    
FNaF 4:    
- Nightmare Fredbear    

##### Bonnie
Bonnie the Bunny (skrajšano Bonnie) je eden izmed štirih robotov v Freddy Fazbear's Pizzi. Je modro-vijoličen zajec, ki igra na kitaro in skrbi za glasbo.
Po delih se njegove različice imenujejo:
FNaF 1:
- Bonnie
FNaF 2:
- Withered Bonnie (Old)
- Toy Bonnie
FNaF 4:
- Nightmare Bonnie
FNaF 4: Halloween Update:
- Jack-O-Bonnie
FNaF: Sister Location:
- Bon Bon
FNaF 6: Pizzeria Simulator:
- Rockstar Bonnie

##### Chica
Chica the Chicken (skrajšano Chica) je ena izmed osnovnih štirih robotov v FNaF franšizi. Je rumena kokoš, ki nosi predpasnik z napisom "Let's Eat!!!" ter v roki roza kolaček z očmi.
Po delih se njene različice imenujejo:
FNaF 1:
- Chica
FNaF 2:
- Withered Chica (Old)
- Toy Chica
FNaF 3:
- Phantom Chica
FNaF 4:
- Nightmare Chica
FNaF 4: Halloween Update:
- Jack-O-Chica
FNaF 6: Pizzeria Simulator:
- Rockstar Chica
- Funtime Chica
FNaF: Security Breach
- Glamrock Chica

##### Foxy
Foxy the Pirate Fox (skrajšano Foxy) je zadnji izmed originalnih robotov iz prve igre, kot prvi robot je znan po tem, da je z ugrizom ubil otroka iz leta 1987. Je poseben, saj se ga velikokrat prežene drugače kot ostale robote. V FNaF 1 je mogoče videti Foxyja, kako teče. Pogosto je na začetku igre na drugačni lokaciji kot ostali ali pa se bolj skriva in ga ni mogoče videti. Foxy je pirat in ne mara igralčeve luči.
Po delih se njegove različice imenujejo:
FNaF 1:
- Foxy
FNaF 2:
- Withered Foxy (Old)
- Mangle (Toy Foxy)
FNaF 3:
- Phantom Foxy
- Phantom Mangle (Toy Foxy)
FNaF 4:
- Nightmare Foxy
FNaF 4: Halloween Update:
- Nightmare Mangle (Toy Foxy)
FNaF: Sister Location:
- Funtime Foxy
FNaF 6: Pizzeria Simulator:
- Rockstar Foxy
FNaF: Help Wanted: Curse of Dreadbear
- Grim Foxy
Fredbear
Fredbear je robot iz prvotne picerije, ki je znan tudi po tem, da je z ugrizom ubil otroka iz leta 1983. V njej sta bila Fredbear in Springbonnie, ki se je pozneje spremenil v Springtrapa.
Po delih se njegove različice imenujejo:
FNaF 2:
- Withered Golden Freddy (Old)
FNaF 4:
- Nightmare Fredbear
Springtrap
Springbonnie je drugi robot iz prvotne picerije, ki se je pozneje spremenil v Springtrapa.
Po delih se njegove različice imenujejo:
FNaF 3:
- Springtrap
FNaF 6: Pizzeria Simulator:
- Scraptrap
FNaF: Help Wanted:

## - Glitchtrap
FNaF: Security Breach
- Burntrap